# 克賴頓鎮區 (內布拉斯加州諾克斯縣)
克賴頓鎮區（英語：Creighton Township）是位於美國內布拉斯加州諾克斯縣的一個行政鎮區。

## 地方資料
克賴頓鎮區的面積為90.32平方千米，當中陸地面積為90.31平方千米，而水域面積為0.01平方千米。根據2020年美國人口普查的數據，當地共有人口202人，而人口密度為每平方千米2.24人。